# العلاقات الإثيوبية الجنوب إفريقية
العلاقات الإثيوبية الجنوب أفريقية هي العلاقات الثنائية التي تجمع بين إثيوبيا وجنوب أفريقيا.

## مقارنة بين البلدين
هذه مقارنة عامة ومرجعية للدولتين:
| وجه المقارنة                                              | إثيوبيا                        | جنوب أفريقيا |
| --------------------------------------------------------- | ------------------------------ | --- |
| المساحة (كم2)                                             | 1.10 مليون                     | 1.22 مليون |
| عدد السكان (نسمة)                                         | 104.96 مليون                   | 57.73 مليون |
| الكثافة السكانية (ن./كم²)                                 | 95.42                          | 47.32 |
| العاصمة                                                   | أديس أبابا                     | بريتوريا، بلومفونتين، كيب تاون |
| اللغة الرسمية                                             | اللغة الأمهرية                 | لغة إنجليزية، اللغة الأفريقانية، اللغة النديبلي الجنوبية، اللغة السوثو الشمالية، اللغة السوتية، لغة سوازي، اللغة التسونجا، اللغة التسوانية، اللغة الفيندية، اللغة الكوسية، اللغة الزولوية |
| العملة                                                    | بير إثيوبي                     | راند جنوب أفريقي |
| الناتج المحلي الإجمالي (بليون دولار)                      | 80.56 مليار                    | 349.42 مليار |
| الناتج المحلي الإجمالي (تعادل القوة الشرائية) بليون دولار | 161.90 مليار                   | 725.91 مليار |
| الناتج المحلي الإجمالي الاسمي للفرد دولار أمريكي          | 619                            | 5.72 ألف |
| الناتج المحلي الإجمالي للفرد دولار أمريكي                 | 1.50 ألف                       | 13.05 ألف |
| مؤشر التنمية البشرية                                      | 0.442                          | 0.666 |
| رمز المكالمات الدولي                                      | +251                           | +27 |
| رمز الإنترنت                                              | .et                            | .za |
| المنطقة الزمنية                                           | ت ع م+03:00، توقيت شرق أفريقيا | ت ع م+02:00، أفريقيا/جوهانسبرغ ‏ |

## مدن متوأمة
في ما يلي قائمة باتفاقيات التوأمة بين مدن إثيوبية وجنوب أفريقية:
- ترتبط أديس أبابا مع جوهانسبرغ باتفاقية توأمة منذ 2004.

## منظمات دولية مشتركة
يشترك البلدان في عضوية مجموعة من المنظمات الدولية، منها:
| علم المنظمة | اسم المنظمة                                                | تاريخ انضمام إثيوبيا | تاريخ انضمام جنوب أفريقيا |
| ----------- | ---------------------------------------------------------- | -------------------- | ------------------------- |
|             | مؤسسة التنمية الدولية                                      | 11 أبريل 1961        | 12 أكتوبر 1960            |
|             | البنك الإفريقي للتنمية                                     | ?                    | ?                         |
|             | مؤسسة التمويل الدولية                                      | 20 يوليو 1956        | 3 أبريل 1957              |
|             | منظمة حظر الأسلحة الكيميائية                               | ?                    | ?                         |
|             | الأمم المتحدة                                              | 13 نوفمبر 1945       | 7 نوفمبر 1945             |
|             | الاتحاد الدولي للاتصالات                                   | 20 فبراير 1932       | 1910                      |
|             | منظمة الشرطة الجنائية الدولية                              | ?                    | ?                         |
|             | البنك الدولي للإنشاء والتعمير                              | 27 ديسمبر 1945       | 27 ديسمبر 1945            |
|             | الاتحاد البريدي العالمي                                    | ?                    | ?                         |
|             | مجموعة دول أفريقيا والكاريبي والمحيط الهادئ                | ?                    | ?                         |
|             | وكالة ضمان الاستثمار متعدد الأطراف                         | 13 أغسطس 1991        | 10 مارس 1994              |
|             | الاتحاد الأفريقي                                           | ?                    | 6 يونيو 1994              |
|             | العملية المشتركة للاتحاد الأفريقي والأمم المتحدة في دارفور | ?                    | ?                         |
|             | يونسكو                                                     | 1 يوليو 1955         | 4 نوفمبر 1946             |
|             | الفريق المعني برصد الأرض                                   | ?                    | ?                         |

## وصلات خارجية
- موقع وزارة الخارجية الإثيوبية
- موقع وزارة الخارجية الجنوب أفريقية